# 프로게이머 코리아 오픈
프로게이머 코리아 오픈(Pro-Gamer Korea Open, 약칭 PKO)는 대한민국의 PC 게임 대회이다. 프로게임 리그 전문업체 ‘PKO’(대표 임영주)의 주관으로 2000년부터 2001년까지 개최되었다.

## 개요
2000년 당시 큰 규모의 상금이 걸린 게임대회로, 당시 언론에서는 한국인터넷게임리그(KIGL)와 함께 양대리그로 일컬었다. 2001년 PKO와 KIGL이 모두 막을 내리게 되고, 2002년 이후 양대리그는 온게임넷의 온게임넷 스타리그와 MBC 게임의 MSL로 재정립된다.

## 대회 종목
- 스타크래프트: 브루드 워

## 대회 결과

### 99 프로게이머 코리아 오픈
- 우승: 최진우
- 준우승: 국기봉
- 3위: 이기석
- 4위: 김태목

해당 대회는 온게임넷 설립 전 투니버스에서 방영되었다. PKO의 제1회 대회였으며 이후 온게임넷이 설립된 이후 시작된 온게임넷 스타리그의 제1회 대회로서의 입지도 갖게 되었다.

### PKO SBS 2000 왕중왕전
- 우승: 강도경 (저그)
- 준우승: 김동수 (프로토스)
- 스코어: 2:1
- 대회일자: 2000년 3월 26일[6]
- 장소: 서울특별시 여의도 중소기업전시장 본관
- 방영: SBS, 2000년 4월 4일

왕중왕전이라는 명칭과 달리, 기존 우승자를 초청하는 방식이 아닌 일반 형식의 대회로 치러졌다. 사전 시드를 받은 16인의 게이머와, 512강 예선을 통해 선발된 16인의 게이머 32인으로 본선을 치렀다. 512강 예선부터 본선 결승까지의 대회 전체를 2000년 3월 26일부터 3월 27일 새벽까지 단 하루만에 녹화한 것으로 알려져 있다.

### 2000 한게임 PKO 세컨드 스테이지
- 대회 기간: 2000년 10월 ~ 2001년 1월 22일[7][8][9]
- 방영: 경인방송[7][8][9], 대교방송[7][8][9]

#### 스타크래프트 브루드 워남성부
- 우승: 박현준[7][8][9] (저그, 청오 이스테이션 SG) / 상금 1,000만원[7][8][9]
- 준우승: 전혁주[7][8][9] (저그, 라이브24) / 상금 500만원[7][8][9]
- 3위: 김일재[7][8][9] (네온게이트) / 상금 300만원
- 결승 스코어: 2:1[7]

#### 스타크래프트 브루드 워여성부
- 우승: 윤지현[7][8][9] (프로토스, 네이버) / 상금 700만원[8][9]
- 준우승: 이미소[7][8][9] (프로토스, 랫츠캐스트) / 상금 300만원[8][9]
- 3위: 정은실[7][8][9] (한게임) / 상금 200만원[8][9]
- 결승 스코어: 2:0[7]

### 2001 AMD PKO 퍼스트 스테이지
- 대회 기간: 2001년 4월 13일 ~ 2001년 8월 24일
- 방영: 대교방송
- 우승: KTB 퓨처스[10] (김정민, 김갑용, 김동우) / 상금 1,500만원[10]
- 준우승: 컴몰 코리안투어[10] (박현준) / 상금 1,000만원[10]
- 스코어: 3:1

| 2001년 8월 24일 |       |                 |  |
| KTB 퓨처스      | 3 - 1 | 컴몰 코리안투어 |  |

| 순 | 선수      | 맵                  | 선수      |
| -- | --------- | ------------------- | --------- |
| 1  | 김갑용 패 | Frostbite           | 승 박현준 |
| 2  | 김정민 승 | Close Quarters      | 패 박현준 |
| 3  | 김동우 승 | Tread on the Ground | 패 박현준 |
| 4  | 김정민 승 | Lost Temple         | 패 박현준 |

- 대회 방식:
  - 8팀간 풀리그 후 1위는 결승 직행
  - 5위와 8위, 6위와 7위가 단판 승부후 각 경기의 승자간의 경기의 승자가 패자부활전의 승자(최종 5위)로서 4/5위전에 진출.
  - 4/5위전 3판 2선승 대결.
  - 4/5위전의 승자가 3/4위전에 진출하여 3위와 3판 2선승 대결.
  - 3/4위전의 승자가 2/3위전에 진출하여 2위와 3판 2선승 대결.
  - 2/3위전의 승자는 1위와 5판 3선승제 최종 결승.

해당 대회는 팀전으로 치러졌으나, 당시 기사에 의하면 몇몇 팀은 1인 팀으로 참가하였다. 대표적으로 ‘컴몰 코리안 투어’ 팀의 경우 박현준은 패자부활전, 4/5위 결정전(vs KTF 매직엔스), 3/4위 결정전(vs 한게임), 2/3위 결정전(vs 삼성전자 칸), 결승전(vs KTB 퓨처스)까지 전경기를 혼자서 소화하였다.